# Karol Wagner-Pieńkowski
Karol Wagner-Pieńkowski (ur. 3 stycznia 1909 w Sokołówce, zm. 8 stycznia 1988) – polski dziennikarz radiowy, kierownik Radia Madryt (1949-1955), pracownik Radia Wolna Europa.

## Życiorys
Urodził się jako Karol Pieńkowski. Był uczniem Gimnazjum Państwowego im. Adama Mickiewicza w Warszawie, gdzie jego kolegą był Jan Nowak-Jeziorański. Studiował prawo na Uniwersytecie Warszawskim. W 1935 wygrał konkurs na spikera Polskiego Radia i pracował tam do 1939, w tym od 1938 jako kierownik audycji w językach obcych. W czasie II wojny światowej posługiwał się nazwiskiem Karol Wagner. Przez Rumunię i Francję dotarł do Wielkiej Brytanii, od lutego 1941 pracował w sekcji polskiej BBC. Od 1942 był pracownikiem Ministerstwa Informacji i Dokumentacji Rządu RP na uchodźstwie, najpierw wicedyrektorem, a od lipca 1943 do lipca 1945 dyrektorem Departamentu Radiowego. Od lipca 1949 do połowy 1955 kierował polską sekcją Radio Nacional de España, tzw. Radiem Madryt, desygnowany tam przez Rząd Polski na Uchodźstwie w randze radcy Ministerstwa Spraw Zagranicznych. We wrześniu 1955 został kierownikiem biura Rozgłośni Polskiej Radia Wolna Europa w Nowym Jorku. Od 1974 do 1976 był asystentem dyrektora rozgłośni w Monachium. Przeszedł na emeryturę w 1979 i zamieszkał we Włoszech.

## Odznaczenia
- Krzyż Komandorski Orderu Odrodzenia Polski (3 maja 1988, za całokształt zasług na polu radiowej informacji i propagandy polskiej)[1]
- Krzyż Komandorski Orderu Zasługi Rzeczypospolitej Polskiej (11 grudnia 2009, za wybitne zasługi w działalności na rzecz wspierania przemian demokratycznych w Polsce, za niesienie pomocy humanitarnej Polakom w czasie stanu wojennego, za działalność społeczną)[2]